# میدلبری، میشیگان
میدلبری (به انگلیسی: Middlebury Township) یک منطقهٔ مسکونی در ایالات متحده آمریکا است که در شهرستان شیاواسه، میشیگان واقع شده‌است.
 میدلبری  ۱٬۵۱۰ نفر جمعیت دارد و ۲۲۶ متر بالاتر از سطح دریا واقع شده‌است.